# نیو همپتون
نیو همپتون (به انگلیسی: New Hampton) یک شهر در ایالات متحده آمریکا است که در شهرستان هریسون، میزوری واقع شده‌است. نیو همپتون ۱٫۴۲ کیلومتر مربع مساحت و ۲۹۱ نفر جمعیت دارد و ۲۹۱ متر بالاتر از سطح دریا واقع شده‌است.